# Jaclyn Smith
Jacquelyn Ellen Smith (Houston (Texas), 26 d’octubre de 1945) és una actriu estatunidenca coneguda pel seu paper de Kelly Garrett a la sèrie de televisió Els àngels de Charlie (1976-1981), on va compartir protagonisme amb Farrah Fawcett i Kate Jackson, essent l’única de les tres que va mantenir-s'hi fins al final. Smith també va actuar a les pel·lícules Nightkill (1980) i Déjà Vu (1985), i també en nombrosos telefilms, com ara Jacqueline Bouvier Kennedy (1981), pel qual va ser nominada als Globus d’Or.

## Primers anys
A part d’Els àngels de Charlie, els primers anys Jaclyn Smith va actuar al telefilm The Users (1978) juntament amb Tony Curtis i John Forsythe, i al thriller Nightkill (1980) amb Robert Mitchum. Després, el 1981 va protagonitzar el telefilm Jacqueline Bouvier Kennedy, i el 1983 va fer el paper de Jennifer Parker al telefilm Rage of Angels, basat en la novel·la de Sidney Sheldon, així com en la seva seqüela del 1986, Rage of Angels: The Story Continues.

## Els àngels de Charlie(1976-1981)
Jaclyn Smith va fer el salt a la fama interpretant el paper de Kelly Garrett a Els àngels de Charlie, juntament amb Farrah Fawcett i Kate Jackson. Representaven unes investigadores privades al servei d’un multimilionari que no sortia mai en pantalla. La sèrie va tenir un èxit enorme i es va allargar durant cinc temporades. No només va ser un fenomen als Estats Units sinó arreu del món i va generar tot un marxandatge de productes relacionats. Les tres «àngels» van aparèixer en portades de revistes de tot el món, incloses TV Guide (quatre vegades) i Time.
Smith també va fer el paper de Kelly Garrett en una aparició especial al primer capítol de The San Pedro Beach Bums el 1977, i un cameo el 2003 al llargmetratge Els àngels de Charlie: Al límit, essent l’única dels «àngels» de la sèrie original que hi va participar.

## Altres treballs
Smith va continuar treballant en nombrosos telefilms i minisèries durant els anys 80 i 90, inclòs George Washington el 1984. El 1985 va protagonitzar la pel·lícula Déjà Vu, dirigida pel seu marit d’aleshores Anthony B. Richmond. El 1989 va fer el paper principal a Christine Cromwell, una sèrie de misteri que passava a San Francisco però que només va durar una temporada. El mateix any va rebre una estrella al Passeig de la Fama de Hollywood.
Altres telefilms on Smith va treballar van ser The Bourne Identity (1988), que era una adaptació de la novel·la homònima de Robert Ludlum, Lies Before Kisses (1991), In the Arms of a Killer (1992) i diverses versions televisives de novel·les de Danielle Steel, com ara Kaleidoscope (1990) i Family Album (1994).
Entre 2002 i 2004 va interpretar el paper de Vanessa Cavanaugh a la sèrie d'investigació policial The District. L’agost del 2006 Smith va aparèixer, juntament amb les seves companyes Farrah Fawcett i Kate Jackson, a la cerimònia d’entrega dels 58ens premis Emmy, com a homenatge al recentment desaparegut productor d’Els àngels de Charlie, Aaron Spelling.

## Vida privada
El primer matrimoni de Smith va ser amb Roger Davis el 1968. Després, el 1978, es va casar amb Dennis Cole, un actor que va treballar a Els àngels de Charlie. El 1981 es va casar amb el director de cinema anglès Anthony B. Richmond, amb el qual va tenir dos fills, Gaston Anthony (1982) i Spencer Margaret (1985). El quart matrimoni va ser amb el cirurgià cardiotoràcic Bradley Allen el 1997.

## Filmografia (selecció)
| Any     | Títol                                                             | Paper              | Notes                                                               |
| ------- | ----------------------------------------------------------------- | ------------------ | ------------------------------------------------------------------- |
| 1970    | The Adventurers                                                   | Belinda            | Pel·lícula dirigida per Lewis Gilbert                               |
| 1974    | Bootleggers                                                       | Sally Fannie Tatum | Pel·lícula dirigida per Charles B. Pierce                           |
| 1976–81 | Els àngels de Charlie (Charlie's Angels)                          | Kelly Garrett      | Temporades 1-5: 110 capítols                                        |
| 1978    | The Users                                                         | Elena Scheider     | Telefilm                                                            |
| 1980    | Nightkill                                                         | Katherine Atwell   | Pel·lícula dirigida per Ted Post                                    |
| 1981    | Jacqueline Bouvier Kennedy                                        | Jacqueline Kennedy | Nominada als Globus d'or a la millor actriu en minisèrie o telefilm |
| 1983    | Rage of Angels                                                    | Jennifer Parker    | Telefilm                                                            |
| 1984    | George Washington                                                 | Sally Fairfax      | Telefilm                                                            |
| 1984    | The Night They Saved Christmas                                    | Claudia Baldwin    | Telefilm                                                            |
| 1985    | Déjà Vu                                                           | Brooke/Maggie      | Pel·lícula dirigida per Anthony B. Richmond                         |
| 1986    | Rage of Angels: The Story Continues                               | Jennifer Parker    | Telefilm                                                            |
| 1988    | Windmills of the Gods                                             | Mary Ashley        | Telefilm                                                            |
| 1988    | The Bourne Identity                                               | Marie St. Jacques  | Telefilm                                                            |
| 1989–90 | Christine Cromwell                                                | Christine Cromwell | Temporada 1: 4 capítols                                             |
| 1990    | Kaleidoscope                                                      | Hilary Walker      | Telefilm                                                            |
| 1991    | Lies Before Kisses                                                | Elaine Sanders     | Telefilm                                                            |
| 1992    | In the Arms of a Killer                                           | Maria Quinn        | Telefilm                                                            |
| 1994    | Family Album                                                      | Faye Price Thayer  | Telefilm                                                            |
| 1999    | Free Fall                                                         | Renee Brennan      | Pel·lícula dirigida per Mario Azzopardi                             |
| 2002–04 | The District                                                      | Vanessa Cavanaugh  | Temporades 3-4: 13 capítols                                         |
| 2003    | Els àngels de Charlie: Al límit (Charlie's Angels: Full Throttle) | Kelly Garrett      | Pel·lícula dirigida per McG                                         |
| 2005    | Ordinary Miracles                                                 | JutgeKay Woodbury  | Telefilm                                                            |
| 2015    | Bridal Wave                                                       | Felice Hamilton    | Telefilm                                                            |